# ТОП 10 (настільна гра)
ТОП 10 (англ. Top Ten) — це кооперативна настільна гра французького автора ігор Орел'єн Піколе, яка була випущена у 2020 році французьким видавництвом Cocktail Games. У 2022 році гра була номінована на нагороду Гра року разом із Cascadia та Scout. В Україні гра локалізована видавництвом Ігромаг.

## Тема та компоненти
У грі ТОП 10 гравці намагаються відповісти на запитання або виконати завдання ведучого, використовуючи шкалу від 1 до 10. Ведучий має впорядкувати відповіді в правильному порядку. Гравці діють кооперативно, намагаючись допомогти ведучому легше визначити порядок відповідей, щоб усім разом виграти.
До комплекту гри входять ігровий килимок, 125 карт тем з чотирма запитаннями або завданнями на кожній, 10 карт чисел від 1 до 10, та вісім двосторонніх плиток для підрахунку балів.

## Ігровий процес

### Підготовка
На початку гри ігровий килимок розміщується в центрі столу, а плитки для підрахунку балів кладуться на відповідне поле стороною з «єдинорогом» догори. Тематичні карти перемішуються та кладуться на ігровий килимок у вигляді стопки. Далі визначається стартовий гравець («Капітан»), який перемішує 10 карт чисел і роздає їх іншим гравцям; якщо гравців менше дев'яти, він також отримує одну карту.

### Правила гри
У кожному раунді поточний Капітан витягує тематичну карту та вголос зачитує одне з двох запитань або завдань. Для кожного завдання зазначено, яким чином гравці мають відповідати вздовж шкали від найнижчої до найвищої карти. Капітан дає першу відповідь, яка має відповідати його карті чисел вздовж шкали, після чого інші гравці відповідають за годинниковою стрілкою. Після того, як усі гравці дали свої відповіді, Капітан має вгадати порядок відповідей від найменшого до найбільшого числа. Він називає гравців, які відкривають свої карти. Щоразу, коли карта з числом менша за попередню, плитка для підрахунку балів перевертається на сторону «купки» і кладеться на відповідне поле ігрового килимка.
Якщо всі плитки опиняються в зоні «купки», гра закінчується, і команда програє. Якщо після п'ятого раунду ще не всі плитки знаходяться в зоні «купки», команда виграє і отримує оцінку залежно від кількості втрачених плиток.

### Вариант для експертів
У варіанті для експертів гравці грають так само, як у звичайній версії, але під час вгадування Капітан має призначити конкретне число для кожної відповіді. Команду штрафують, якщо число не відповідає дійсності. Крім того, наприкінці раунду гравці мають вгадати, яке число було у Капітана, і якщо вгадають, можуть повернути одну плитку в зону «єдинорога».

## Розробка
Гра ТОП 10 була розроблена автором ігор Орел'єн Піколе та випущена французьким видавництвом Cocktail Games у 2020 році. У тому ж році вона вийшла польською мовою, а у 2021 році — німецькою, іспанською, російською, угорською, корейською та китайською мовами. У 2021 році видавництво Cocktail Games випустило версію гри ТОП 10 18+ для дорослих.

## Відгуки
Гра отримала позитивні відгуки на різних платформах.
Оглядач ігор Віланд Герольд оцінив гру на рівні «Готовий грати завтра знову» і написав: «Захопливо, коли кілька чисел близькі одне до одного, і нюанси починають грати роль. Гра Піколе ''Top Ten'' непомітно увійшла до десятки найкращих вечіркових ігор».". Удо Бартш назвав гру «надзвичайною» у своєму блозі «Рецензії для мільйонів», а Гаральд Шраперс зазначив, що гра має потенціал стати класикою. Сабіна Віле написала в журналі Fairplay: «Рідко коли вечіркова гра так відразу заводить кожного раунду. Стільки задоволення, стільки сміху рідко буває за столом. Навіть коли деякі запитання перевершують мою межу болю».
У травні 2022 року ТОП 10 було номіновано на Гра року разом з іграми Cascadia та Scout. Журі обґрунтовує свій вибір так:
|  | Top Ten — гарантоване задоволення від гри. Ретельно підібрані редакційні сценарії стимулюють творчі відповіді та ідеї від усіх учасників, охоплюючи широкий спектр емоцій. Впорядкування відповідей, навіть за дуже близьких числових значень, створює чудове групове відчуття з багатьма незабутніми моментами, над якими ще довго сміються. |

Ейке Рісто представив гру у січні 2022 року на WDR 2 як «Креативну вечіркову гру з нахилом до дурості» і рекомендує її передусім людям, які люблять нетипові запитання та хитромудрі відповіді. Водночас він застерігає: «Якщо у вас немає уяви і ви не відчуваєте інших гравців, і рішуче відмовляєтеся виглядати безглуздо, краще триматися подалі від ТОП 10.»